# Johann Friedrich Budde

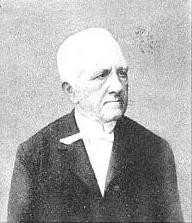
Johann Friedrich Budde

Johann Friedrich Budde (* 23. Juni 1815 in Herford; † 8. Januar 1894 in Rostock) war ein deutscher Jurist und Hochschullehrer.

## Leben

### Familie
Johann Friedrich Budde wurde als Sohn von Johann Friedrich Budde (* 8. September 1787 in Herford; † 15. Juli 1822 ebenda), Kaufmann, und dessen Ehefrau Charlotte Luise (* 13. Dezember 1794 in Bünde; † 20. April 1851 in Herford), der Tochter des Pfarrers Joachim Heinrich Engelbrecht (1752–1797), geboren.
Er war seit dem 29. August 1848 mit Emma, geb. Leo (* 26. Juni 1832; † 30. Juli 1897), der einzigen Tochter des Historikers Heinrich Leo, verheiratet. Das Paar hatte eine Tochter.

### Werdegang
Seine frühe Ausbildung erhielt Johann Friedrich Budde in Herford, wo er das Friedrichs-Gymnasium Herford besuchte.
Er begann sein Studium der Rechtswissenschaften an der Universität Bonn, das er bis 1837 absolvierte; zu seinen Mitkommilitonen gehörte unter anderem der spätere Mathematiker Karl Weierstraß. Am 26. August 1837 promovierte er zum Doktor der Rechte (Dr. iur.) mit einer Dissertation, die sich mit den rechtlichen Grundlagen des deutschen Sachenrechts beschäftigte und den Titel De vindicatione rerum mobilium Germanica trug. Ein Jahr später habilitierte er sich an der gleichen Universität für Deutsches Recht und erlangte damit die Lehrbefugnis.
Seine akademische Laufbahn führte Budde zunächst von 1844 bis 1847 als außerordentlicher Professor für Deutsches Recht an die Universität Bonn, gefolgt von einer ordentlichen Professur an der Universität Halle von 1847 bis 1850. Im Jahr 1850 wurde er an die Universität Rostock berufen, wo er bis 1853 als ordentlicher Professor tätig war. Sein Spezialgebiet war die Verbindung der deutschen Rechtsgeschichte mit dem deutschen Zivilrecht.
Er erteilte in Bonn Privatvorträge an mehrere fürstliche Studierenden, darunter Friedrich Franz II. von Mecklenburg.
Nach seiner akademischen Karriere wechselte er in die juristische Praxis. Vom 1. Juli 1853 bis 1879 war er Oberappellationsrat am Großherzoglichen Mecklenburgischen Oberappellationsgericht in Rostock. In dieser Zeit war er aktiv in der Reform des deutschen Strafrechts und nahm 1870/71 in Berlin an den Beratungen zum Entwurf eines deutschen Reichsstrafgesetzbuches teil. 1872 wurde er zum Vizepräsidenten befördert und spielte eine entscheidende Rolle in der Rechtsprechung des Großherzogtums Mecklenburg. 
1879 wurde das Oberappellationsgericht in das Oberlandesgericht Rostock umgewandelt und Johann Friedrich Budde wurde, als Nachfolger von Carl Trotsche, zum Präsidenten des Oberlandesgericht Rostock ernannt, eine Position, die er bis zu seinem Tod innehatte. Zusätzlich war er Präsident des Gerichtshofes zur Entscheidung von Kompetenzkonflikten (siehe Kompetenzgerichtshof) und des Oberen Kirchengerichts. Zudem war er landesherrlicher Kommissar bei der Fideikommiss-Behörde und Vorsitzender des mecklenburgischen Landesausschusses für innere Mission (siehe Lafim-Diakonie).
Nach seinem Tod folgte ihm Freiherr Bernhard von Maltzan (1820–1905) als Präsident des Oberlandesgerichts.

### Schriftstellerisches Wirken
Im Jahr 1842 veröffentlichte Johann Friedrich Budde eine Monografie über Rechtlosigkeit, Ehrlosigkeit und Echtlosigkeit.
Neben seinen richterlichen Tätigkeiten war er auch als Mitherausgeber, gemeinsam mit Ulrich Blanck (1821–1895) und Carl Birkmeyer, der Mecklenburgischen Zeitschrift für Rechtspflege und Rechtswissenschaft aktiv, die zur Verbreitung juristischer Erkenntnisse und zur Diskussion aktueller rechtlicher Fragestellungen in Mecklenburg und darüber hinaus beitrug. Zusammen mit Hermann von Buchka und später mit Karl Adolf Schmidt († 1871) veröffentlichte er ab 1855 ein mehrbändiges Werk über Entscheidungen des Oberappellationsgerichts.

## Mitgliedschaften
Während seiner Studienzeit in Bonn trat Johann Friedrich Budde der Studentenverbindung Saxonia bei.

## Ehrungen und Auszeichnungen
Für seine Verdienste wurde Johann Friedrich Budde der preußische Kronenorden II. Klasse von Kaiser Wilhelm I. verliehen.
Im Jahr 1887 wurde ihm das Prädikat Exzellenz verliehen.
Am 19. März 1893 erhielt er das Großkreuz des mecklenburg-schwerinschen Hausordens der Wendischen Krone.

## Schriften (Auswahl)
- De vindicatione rerum mobilium Germanica. Bonn, 1837.
- Ueber Rechtlosigkeit, Ehrlosigkeit und Echtlosigkeit. Bonn, 1842 (Digitalisat).
- Entscheidungen des Grossherzoglich Meckleanburgischen Oberappellationsgerichts zu Rostock. 
  - Band 1. Wismar, Rostock und Ludwigslust, 1855 (Digitalisat).
  - Band 2. Wismar, Rostock und Ludwigslust, 1857 (Digitalisat).
  - Band 3. Wismar, Rostock und Ludwigslust, 1859 (Digitalisat).
  - Band 4. Wismar, Rostock und Ludwigslust, 1862 (Digitalisat).
  - Band 5. Wismar, Rostock und Ludwigslust, 1865 (Digitalisat).
  - Band 6. Wismar, Rostock und Ludwigslust, 1868 (Digitalisat).
  - Band 6.1. Systematisches und alphabetisches Inhaltsverzeichniß nebst Quellenregister etc. über Band I. - VI. Wismar, Rostock und Ludwigslust, 1869 (Digitalisat).
  - Band 7. Wismar, Rostock und Ludwigslust, 1871 (Digitalisat).
  - Band 8. Wismar, Rostock und Ludwigslust, 1874 (Digitalisat).
  - Band 9. Wismar, Rostock und Ludwigslust, 1879 (Digitalisat).